# 王梓良
王梓良（1908年—1991年），嘉兴凤桥人。1936年任嘉区民国日报社社长，1938年十二月创刊《嘉兴人报》。曾任嘉兴县县长兼国民党县党部书记长。
1949年到台湾，1966年任台湾《大陆杂志》总编辑兼总干事。
1987年任台北市嘉兴同乡会监事主席，后任名誉会长。1988年回嘉兴探亲。
著有《浙西抗战纪略》、《忆旧与伤逝》、《现代学人像传》、《〈褚辅成先生之一生〉资料稿》等。